# Gatto di Arnol'd

Figura che illustra come una mappa lineare stiri il quadrato unitario e come i suoi pezzi vengano riordinati quando viene eseguita l'operazione di modulo. Le linee con le frecce mostrano la direzione degli autospazi contraenti e dilatanti.

In matematica, la mappa del gatto di Arnold è una mappa caotica del toro in sé, così chiamata in onore di Vladimir Arnold che dimostrò i suoi effetti negli anni sessanta usando l'immagine di un gatto, da cui il nome.
Con riferimento al toro {\displaystyle \mathbb {T} ^{2}} come allo spazio quoziente {\displaystyle \mathbb {R} ^{2}/\mathbb {Z} ^{2}}, la mappa del gatto di Arnold è la trasformazione {\displaystyle \Gamma \colon \mathbb {T} ^{2}\to \mathbb {T} ^{2}} data dalla formula
{\displaystyle \Gamma \colon (x,y)\to (2x+y,x+y){\bmod {1}}.}
In modo equivalente, in notazione matriciale, si ha:
{\displaystyle \Gamma \left({\begin{bmatrix}x\\y\end{bmatrix}}\right)={\begin{bmatrix}2&1\\1&1\end{bmatrix}}{\begin{bmatrix}x\\y\end{bmatrix}}{\bmod {1}}={\begin{bmatrix}1&1\\0&1\end{bmatrix}}{\begin{bmatrix}1&0\\1&1\end{bmatrix}}{\begin{bmatrix}x\\y\end{bmatrix}}{\bmod {1}}.}
Cioè per un'immagine di larghezza unitaria, l'immagine viene stirata di un'unità verso l'altro, poi di un'unità verso destra, e tutto ciò che cade al di fuori del quadrato unitario viene traslata all'indietro nell'interno del quadrato.

## Proprietà
- Γ è invertibile perché la matrice ha determinante 1 e perciò la sua inversa ha elementi interi.

- Γ conserva l'area.

- Γ ha un solo punto fisso iperbolico (i vertici del quadrato). La trasformazione lineare che definisce la mappa è iperbolica: i suoi autovalori sono numeri irrazionali di modulo rispettivamente minore e maggiore uno, ma tali che il loro prodotto è unitario:

{\displaystyle \lambda _{1}={\frac {3+{\sqrt {5}}}{2}}>1;}
{\displaystyle \lambda _{2}={\frac {3-{\sqrt {5}}}{2}}<1;}
{\displaystyle \lambda _{1}\lambda _{2}=1.}
In questo modo si originano così rispettivamente un autospazio contraente e uno dilatante che sono anche le varietà stabili ed instabili. Gli autospazi sono ortogonali in quanto la matrice è simmetrica. Poiché gli autovettori hanno componenti razionalmente non dipendenti, entrambi gli autospazi ricoprono densamente il toro. La mappa del gatto di Arnold è un esempio particolarmente famoso di automorfismo iperbolico sul toro, che è un automorfismo di un toro dato da una matrice quadrata unimodulare senza autovalori di valore assoluto pari a 1.
- L'insieme dei punti con un'orbita periodica è denso sul toro. Un punto è preperiodico se e solo se le sue coordinate sono razionali.

- Γ è topologicamente transitivo (vale a dire: esiste un punto la cui orbita è densa; questo accade per esempio per qualsiasi punto dell'autospazio dilatante.

- Il numero di punti con periodo n è |λ1n + λ2n−2| (dove λ1 and λ2 sono gli autovalori della matrice). Ad esempio, i primi termini della successione sono 1, 5, 16, 45, 121, 320, 841, 2205....[3] (la stessa equazione vale per ogni automorfismo iperbolico unimodulare sul toro se si sostituiscono gli autovalori).

- Γ è ergodica e mescolante.

- Γ è un diffeomorfismo di Anosov ed è, in particolare, strutturalmente stabile.

## Versione discreta della mappa del gatto

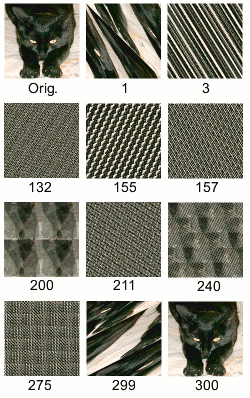
Dall'ordine al caos e ritorno.
Esempio di mappa di una immagine di 150x150 pixel. Il numero mostra il passo di iterazione. Dopo 300 iterazioni si torna all'immagine originale.

Esempio di mappa su una immagine contenente due ciliegie. L'immagine è larga 74 pixel e impiega 114 iterazioni per tornare all'aspetto iniziale, anche se a metà dell'iterazione compare capovolta.

È possibile definire un'analoga versione discreta per la mappa del gatto. Una delle proprietà di questa mappa è che l'immagine diventa apparentemente casuale in seguito a trasformazione, ma torna al suo stato iniziale dopo un certo numero di iterazioni. Come si può vedere nell'illustrazione a destra, l'immagine originale del gatto viene tagliata e poi ripiegata alla prima iterazione della trasformazione. Dopo qualche iterazione l'immagine appare piuttosto caotica o disordinata, anche se dopo un certo numero di altre iterazioni compare una copia del fantasma del gatto distribuita su una struttura in molte copie più piccole, fino a ritornare all'immagine iniziale.
La mappa del gatto discreta descrive il flusso della dinamica discreta, nello spazio delle fasi, di un salto dal punto qt (0 ≤ q t < N) al punto qt+1 su una circonferenza di raggio N, in accordo con l'equazione del secondo ordine:
{\displaystyle q_{t+1}-3q_{t}+q_{t-1}=0\mod N.}
Se definiamo la variabile momento come pt = qt - qt-1, la dinamica del secondo ordine scritta sopra può essere espressa come mappa del quadrato 0 ≤ q, p < N (lo spazio delle fasi del sistema discreto) su sé stesso:
{\displaystyle q_{t+1}=2q_{t}+p_{t}\mod N}
{\displaystyle p_{t+1}=q_{t}+p_{t}\mod N.}
Questa mappa del gatto di Arnold ci mostra l'effetto mescolante tipico dei sistemi caotici. Comunque, poiché la trasformazione ha determinante 1, essa conserva l'area ed è invertibile e la trasformazione inversa è:
{\displaystyle q_{t-1}=q_{t}-p_{t}\mod N}
{\displaystyle p_{t-1}=-q_{t}+2p_{t}\mod N.}
Per valori reali della variabili q e p è prassi impostare N = 1. In questo caso ne risulta una mappa del quadrato unitario con condizioni al contorno periodiche.
Quando N è un numero intero, le variabili posizione e momento possono essere ristrette agli interi e la mappa diventa la mappa di una griglia quadrata toroidale di punti su di sé. Una tale mappa del gatto intera viene di solito usata per dimostrare un comportamento mescolante con il teorema "del ritorno" di Poincaré utilizzando immagini digitali. Il numero di iterazioni necessarie a ristabilire l'immagine può essere dimostrato non eccedere 3N.
Per una immagine, la relazione tra iterazioni può essere espressa come segue:
{\displaystyle {\begin{array}{rrcl}n=0:\quad &T^{0}(x,y)&=&{\mbox{Input Image}}(x,y)\\n=1:\quad &T^{1}(x,y)&=&T^{0}\left({\bmod {(}}2x+y,N),{\bmod {(}}x+y,N)\right)\\&&\vdots \\n=k:\quad &T^{k}(x,y)&=&T^{k-1}\left({\bmod {(}}2x+y,N),{\bmod {(}}x+y,N)\right)\\&&\vdots \\n=m:\quad &{\mbox{Output Image}}(x,y)&=&T^{m}(x,y)\end{array}}}